# 西村慶介
西村 慶介（にしむら けいすけ、1956年（昭和31年）12月7日 - ）は、日本の実業家。キリンホールディングス代表取締役副社長。ライオン社取締役。キリンビール株式会社取締役。ブラックモアズ社取締役。元ザ コカ・コーラ ボトリングカンパニー オブ ノーザン ニューイングランド社取締役会長。

## 人物・経歴
福岡県大牟田市生まれ。1980年、横浜国立大学経営学部卒業後、キリンビール株式会社（現キリンホールディングス）に入社。2015年3月、キリンホールディングス代表取締役常務執行役員、2017年3月より、当社代表取締役副社長に就任し、主に事業提携・投資戦略、海外担当、海外クラフトビール戦略を担当している。
2014年3月、ザ コカ・コーラ ボトリングカンパニー オブ ノーザン ニューイングランド社取締役会長。2019年3月、ライオン社取締役。2022年2月、ミャンマー・ブルワリー社取締役会長。2023年3月、キリンビール株式会社取締役。2023年8月、ブラックモアズ社取締役などの要職を歴任し、事業開発、人事、社長秘書、経営企画等の豊富な職務経験と海外経験を持つ。

### 略歴[7]
1980年4月        キリンビール入社
2007年3月        麒麟（中国）投資社董事長総経理
2009年3月        サンミゲル社取締役
2009年4月        サンミゲルビール社取締役副社長
2011年10月      同社取締役 キリンホールディングス執行役員経営戦略部部長
2012年3月        キリンホールディングス取締役
2014年3月        キリンホールディングス常務取締役  
ザ コカ・コーラ ボトリングカンパニー オブ ノーザン ニューイングランド社取締役会長
2015年3月        キリンホールディング代表取締役常務執行役員
2015年8月        ミャンマー・ブルワリー社取締役副会長
2016年4月        ミャンマー・ブルワリー社取締役
2017年3月        キリンホールディングス代表取締役副社長
キリン株式会社常務執行役員
ミャンマー・ブルワリー社取締役副会長
2018年12月      ザ コカ・コーラ ボトリングカンパニー オブ ノーザン ニューイングランド社
（現 コカ・コーラビバレッジズ ノースイースト社）取締役
2019年3月        ライオン社取締役
2022年2月        ミャンマー・ブルワリー社取締役会長
2023年3月        キリンビール株式会社取締役
2023年8月        ブラックモアズ社取締役